# Murtra del Sàhara
La murtra del Sàhara (Myrtus nivellei) és una espècie endèmica del gènere Myrtus que només es troba al centre del Sàhara en llocs muntanyosos com, per exemple, la serralada de Tassili n'Ajjer.
El nom específic és pel general francès Robert Georges Nivelle.
És molt similar a la murtra raó per la qual alguns botànics no opinen que siguin espècies diferents.
Viu en sòls sorrencs o rocosos del uadis de les muntanyes, en els llocs on la capa freàtica de l'aigua és menys profunda o aflora a la superfície. És bastant més freqüent en l'estatge muntanyenc mediterrani inferior que no pas en l'estatge tropical.
S'havia usat aquesta planta, ara protegida, com a medicament i condiment i els tuaregs en recollien grans quantitats per vendre-les al Sudan i al Mzab.